# 李登之
李登之（640年代—700年代），《全唐诗》作李澄之，汴州尉氏县（今河南省尉氏县）人，唐朝诗人。
李登之善写五言诗，一生蹉跎不受知遇。唐中宗神龙年间，李登之六十余岁，官至宋州（治今河南省商丘市）参军，去世。
有诗《秋庭夜月有怀》：
游客三江外，单栖百虑违。山川忆处近，形影梦中归。夜月明虚帐，秋风入捣衣。从来不惯别，况属雁南飞。